# Барсук
Барсу́к, или европе́йский барсу́к, или обыкнове́нный барсу́к (лат. Meles meles) — вид млекопитающих из рода барсуков семейства куньих.

## Этимология названия
Название является тюркизмом (см. тур. porsuk, каз. борсық тат. бурсык, чагат. bursuk‎) и имеет значение «серый», помимо русского встречается в восточнославянских языках, а оттуда было заимствовано в польский и литовский языки (укр. и русин. борсук, бел. барсук, пол. borsuk, лит. barsukas), фиксируется, начиная с XV в. Интересно, что аналогичное значение у слов для обозначения барсука, встречающегося в кельтских языках: валл. broch, ирл. и гэльск. broc, брет. broc'h; откуда оно попало в некоторые диалекты английского и скотс — германский язык на английской основе, употребляющийся в Шотландии (скотс и англ. brock). Предлагаемая Далем этимология от «поросук, порсук, порося» «по сходству его» со свиньёй является неверной.
В среднеобских говорах русского языка животное обозначается лексемой «бурсук».
Праславянским названием барсука, по-видимому, являлось *jаzvьсь, возможно, связанное с *jazva, *jazvina («пещера») и означавшее «живущий в норе». Производные от него слова в церковнославянском, древнерусском (церк.-слав. ѩзвъ, др.-рус. ɪазвъ, ɪазвьць), южнославянских (болг. язовец, сербохорв. jazavac, јазавац, чакавск. хорв. и словен. jazbec), чешском и словацком языках (чеш. jezevec, словац. jazvec) являются единственным обозначением барсука, в то время как в польском (пол. jaźwiec), украинском (укр. язвець) и русском (язве́ц, язви́к, язво́, езби́к, езве́ц, езву́к, язву́к, е́звец, е́звик, е́збик и т. п.) являются диалектизмами (см. ниже). В случае русского языка, как правило, эти диалектизмы распространены в севернорусских говорах, например, в Новгородской, Ленинградской (тихвинские говоры), Вологодской, Архангельской, Ярославской (там слово «язвец» также обозначает язвительного человека), Кировской, и Тверской областей, а также Карелии (за исключением побережья Белого моря). В псковских говорах для шутливой характеристики людей с лишним весом используется выражение «толстый как язьвёнок» (то есть, как барсучонок), в Шенкурске и деревне Ягрыш (Федьков Починок) зафиксировано сравнение с «езбиком» плохо пахнущего человека. Также «езвиком» иносказательно называют упрямцев (зафиксировано в Пинежском и Вельском районе). Топонимическая экспедиция Уральского государственного университета зафиксировала использование этих лексем для обозначения не только барсука, но и для енота, росомахи, бобра, а также мелких зверьков в принципе (также зафиксировано употребление данных лексем для обозначения горностая). Данные лексемы отражаются и в топонимии Русского Севера: в Архангельской и Вологодской областях зафиксировано 75 топонимов на их основе, такие как ручей Язвецкий, урочище Езвичьи Норы, река Езбичная и т.п.
Кроме того, термин «язвец» как обозначение барсука встречается и в жаргоне охотников.

## Эволюция
Ископаемые останки вида известны, в частности, в фауне среднего и позднего плейстоцена в Крыму и Пермской области (Пещера подземных охотников на реке Чаньва).
Предковым видом для описываемого, а также для других видов рода барсуков, является известный по находкам из раннего плейстоцена Франции Meles thorali Viret.

## Внешний вид
Барсук — сравнительно крупное животное: длина тела — 60—90 см, хвоста — 16—24 см; масса — до 24 кг. Изменчивость массы носит сезонный характер — летом (по данным из Беларуси) масса в среднем составляет 8-10 кг, максимум 12 кг, а осенью, перед спячкой, вес увеличивается более чем в 2 раза — до 34 кг (как правило, барсук набирает 3-4 кг). Половой диморфизм, как правило, выражен слабо: самцы несколько крупнее самок по росту и весу (например, в Беларуси средняя длина взрослых самцов составляет 72-75 см, а самок — 65-70 см (максимум барсучихи достигают в длину 80 см, а самцы — минимум 55 см и максимум 80 см), масса же у взрослых самцов находится в диапазоне 6-22 кг, а у взрослых самок — 5-20 кг; в то же время, например, в Англии и Таджикистане самки не уступают в размерах самцам), хвост, голова самцов более широкая, с более пышными «бакенбардами» и большим углом перехода лба в нос, в то время как голова самок более узкая и лоб переходит в нос более плавно. Кроме того, у самок более заметен белый подшёрсток, хвост более пушистый и округлый (в то время как у самцов он тоньше, и с заострённым кончиком), а верхние клыки — меньше. Однако у популяций барсуков, обитающих в менее подходящих для обитания местах, например, в горах, половой диморфизм выражен сильнее. Например, на Украине и в Западной Сибири разница в весе между самками и самцами составляет 1,5 раза. Размеры барсуков, как и многих животных Евразии, уменьшаются с запада на восток: наиболее крупные особи проживают в Центральной Европе (по данным сравнительного анализа максимального и среднего черепов добытых на охоте барсуков, наиболее крупные были добыты в Чехии, а также Латвии и Эстонии), а в России — в центре европейской части страны.
Форма массивного тела своеобразна, представляет собой как бы обращённый вперёд клин, резко сужающийся к концу вытянутой тонкой морды и расширяющийся ближе к хвосту. Шея короткая, почти незаметная. Длина головы составляет 15-20 см. Голова массивная и заметно вытянутая, череп массивный и толстокостный, развиты сагиттальный и затылочный гребни, а также лицевая часть. Особенно сильно сагиттальный гребень развит у самцов, нежели у барсучих. Мозговая коробка обладает овальной формой. Скуловые дуги массивные. Зубы мелкие, за исключением клыков и коренных зубов, располагающихся в нижней челюсти. Уши небольшие, скруглённые, размер ушной раковины — 3,5-7 см. Глаза тоже маленькие. Ноги короткие, массивные (причём передние несколько больше задних), опирающиеся на землю всей ступнёй (стопоходящие), из-за чего барсуку трудно передвигаться по глубокому снегу: весовая нагрузка барсучьих лап на площадь опоры составляет 80-130 г/см², в то время как у других куньих, активных зимой, нагрузка составляет 7-60 г/см². На пальцах — длинные, широкие и тупые тёмные когти желтоватых оттенков, приспособленные к рытью. Благодаря своим когтям барсук может хорошо рыть норы, а также добывать пищу в почве, лесной подстилке и трухлявой древесине.  Бакулюм самцов почти прямой, слегка загнутый посередине и с «кольцом» на самом кончике (у молодых самцов бакулюм более прямой, а отверстие на кончике не замкнутое, заканчивающееся двумя широкими отростками), длина составляет около 74 мм. Как и других видов рода, 3 пары сосков — две брюшных и одна паховая. Во время периода размножения у барсуков первичные половые признаки становятся более заметными: у самцов можно увидеть тестикулы (так, например, в условиях Волгоградской области они достигают наибольших размеров в промежутка с середины марта по август), а у кормящих самок набухают соски, а шерсть вокруг них редеет. Также во время периода размножения шерсть под хвостом окрашена в ярко-жёлтый цвет ввиду активно выделяющегося секрета (его специфический запах сильно ощущается в закрытом помещении).
Шерсть грубая и щетинистая, есть подшёрсток. Волосяной покров грубый с мягкой и короткой подпушью и длинной редкой остью. В зависимости от месторасположения волосяной покров довольно разнороден: шерсть на спине и боках состоит из высоких щетинистых волос (примерно 70-80 см в длину на середине спины) и редковатого пуха, на брюхе же шерсть короткая и жёсткая, в паху волосы настолько редкие, что хорошо заметна кожа. Окраска хвоста, спины и боков — буровато-палево-серая с серебристым оттенком и мелкой чёрной рябью (вдоль хребта тянется бурая полоса, постепенно расплывающаяся кзади); низа тела — черноватая (брюхо — буровато-чёрное, ноги, грудь и шея — полностью чёрные). Узнаваемой является окраска головы: белой морде две тёмные полосы, тянущиеся от носа (области вибрисс на верхней губе) к ушам, кончики которых также белые. Летний мех барсука более короткий и редкий, почти без подшёрстка, окрашен темнее, чем зимний. Нос чёрного цвета. Подобная расцветка удобна для распознавания друг друга в норах. Встречаются особи-альбиносы и, чуть чаще, эритристы. Летний мех короткий, почти без подшёрстка, и окрашен темнее, чем зимний. Линяет барсук раз в год, летом. Линька, начинающаяся спустя примерно один-полтора месяца после выхода из спячки, и заканчивающаяся к осени, начинается с загривка и плеч, распространяясь на спину и бока. Сначала выпадает подшёрсток, затем остевые волосы.
В отличие от других видов рода барсуков, у обыкновенного барсука насчитывается 34-36 зубов: 12 резцов, 4 клыка, 12-16 предкоренных и 6 коренных зубов. Зубная формула, как и у других барсуков:
{\displaystyle I{\frac {3}{3}}C{\frac {1}{1}}P{\frac {4-3}{4-3}}M{\frac {1}{2}}=38-34.}
Сердце достаточно мощное, его масса относительно тела относительно большая. Подобное также связано с активной роющей деятельности барсука. Кроме того, очень хорошо развиты кроветворные органы: в частности, селезёнка и печень (при этом они также отличаются большими размерами и массой, намного превосходящими таковые у многих других куньих и хищников в целом). Лёгкие барсука усваивают кислород гораздо интенсивнее за счёт «омывания» их кровью с большим содержанием эритроцитов и гемоглобина, что также связано с его образом жизни: газовая среда в подземных норах значительно отличается от таковой, чем на поверхности.

## Распространение
Повсеметсно распространён по всей Палеарктике, населяет почти всю Европу на восток до Волги (кроме крайнего севера Фенноскандии), Кавказ и Закавказье, север Ирана и Афганистана, Малую, часть Передней и юг Средней Азии. В России верхняя часть ареала доходит до севера Карелии и южных оконечностей Кольского полуострова (северная граница на Кольском полуострове проходит по 67° с. ш. в районе озера Имандра), восточная граница проходит у Сургута.

### Систематика
Несмотря на сильные популяционную и индивидуальную дифференциацию, можно отметить некоторую географическую изменчивость для всего вида. Так, при продвижении с севера на юго-восток уменьшаются размеры, а окрас становится светлее. Горные барсуки более крупные, нежели барсуки из равнинных местностей. Всего, по данным справочника «Млекопитающие фауны России и сопредельных территорий», описано более 10 подвидов, из них на территории бывшего СССР обитают 4 (в России 2):
- Meles meles meles L., 1758 — лесной европейский барсук, Восточная и Западная Европа, лесная зона;
- Meles meles marianensis — иберийский барсук, Испания и Португалия[56];
- Meles meles canescens Blanford, 1875 — закавказский барсук, или малый европейский барсук, [syn.  minor Satunin, 1905], Передняя и Средняя Азия, ввиду сильных генетических отличий также определяется как отдельный вид[56][57];
- Meles meles leptorynchus, Россия
- Meles meles severzovi Heptner, 1940 — ферганский европейский барсук, обитает в горных областях южного Узбекистана и Таджикистана;
- Meles meles arcalus — критский барсук, встречается на одноимённом острове[56];
- Meles meles rhodicus — родосский барсук, встречается на одноимённом острове[56];
- Meles meles heptneri Ognev, 1931 — степной европейский барсук, или кизлярский барсук [syn.  caucascius Ognev, 1926], [syn.  tauricus Ognev, 1926], степи Восточной Европы и Северо-Восточного Предкавказья, Калмыкия, дельта Волги[56];

Ранее к подвидам барсука обыкновенного относили азиатского (лат. Meles leucurus) и японского барсуков (лат. Meles anakuma).

## Образ жизни и питание

### Места обитания
Населяет самые разнообразные географические зоны, но водится, главным образом, в смешанных и таёжных, реже — в горных лесах (например, в Тянь-Шане барсук доходит до 2,5-3 км высоты, а Памире — до 3300 м); на юге ареала встречается в степях и полупустынях. В тундрах отсутствует, хотя в северных районах местами заходит туда по речным долинам. Придерживается сухих, хорошо дренированных участков со сложным рельефом, с легко поддающейся рытью песчаной почвой, но вблизи (до 1 км) водоёмов или болотистых низин, где богаче кормовая база.
Обитает барсук в глубоких норах, которые роет по склонам песчаных холмов, лесных и степных оврагов и балок. Звери из поколения в поколение придерживаются излюбленных мест; как показали специальные геохронологические исследования, некоторым из барсучьих городищ — несколько тысяч лет. Размеры нор сильно разнятся: площадь горизонтали может доходить от 8 до 300 м², как правило площадь нор составляет 10-30 м². Одиночные особи пользуются простыми норами, с одним входом и гнездовой камерой (название на жаргоне охотников — «котёл»). Старые барсучьи городища (также называемые барсучниками и барсучьими городками) представляют сложное многоярусное подземное сооружение с несколькими (до 40—50) входными и вентиляционными отверстиями (отнорками) и длинными (5—10 м) туннелями, ведущими в 2—3 обширные, выстланные сухой подстилкой (состоит из сухой травы, листьев, мха и мелких веточек) гнездовые камеры, расположенные на расстоянии 5-10 м от входа и на глубине до 10 м (как правило, на глубине 2-3 м от поверхности земли, по другим данным, до 4 м), достигающие в ширину 40-70 см и высоту до 50 см (по другим данным — 100 см в высоту и 150 см в ширину или диаметром 75 см и высотой до 38 см). К ним ведут несколько ходов и отнорков. Гнездовые камеры располагаются на различной высоте, как правило, одна над другой (в норах может быть два или даже три яруса расположения гнездовых камер и ходов), зачастую они располагаются под защитой водоупорного слоя, который препятствует просачиванию в них дождевых и грунтовых вод. В норах, вырытых в солончаках ввиду близости грунтовых вод гнездовая камера находится на глубине иногда 70-100 см. Вход в нору — полуокруглой формы, достигает в высоту 20-30 см и 50 в ширину, их количество может доходить от одного до 15 (иногда даже больше), но чаще 3-8. Входные отверстия нередко находятся на расстоянии 20 м друг от друга. Нередко ходы в барсучьих норах имеют ответвления, заканчивающиеся тупиками. Некоторые старые барсучьи городки обладают площадью в несколько гектаров.
От норы к основным местам кормёжки проходит одна или несколько троп длиной до 300 м, чаще всего 30-100 м (как минимум одна из них очень заметная). Рядом со входами в нору устраиваются наземные лёжки, где животные нередко отдыхают (в основном ночью), а также могут приводить в порядок шерсть. В качестве «туалета» барсуки пользуются местами поблизости входа в нору (на расстоянии примерно 20-75 м от норы), где вырывают неглубокие (глубиной в 10-15 см) ямки, при заполнении одной из них роют новую. Также барсуки испражняются и на кормовых тропах. Самки приучают к чистоплотности детёнышей: для них в качестве «туалета» отводится небольшая камера в одном из отнорков. Экскременты барсучат закапывает мать, также приучая и самих детёнышей делать то же самое. В горах и «городках», приуроченным к местам выходов горных пород, в качестве места проживания используются естественные расщелины и пустоты, соответственно, собственно роющая активность низкая. Периодически норы чистятся барсуками, старая подстилка выбрасывается наружу, равно как и грунт, что особенно заметно у входов в нору. Уборка норы осуществляется в том числе и для избавления от эктопаразитов, подстилку барсуки меняют по мере накопления эктопаразитов в ней. Перед спячкой барсук тщательно чистит свою нору, после чего забивает входы своеобразными «пробками» из земли, сухих листьев и травы. Такие «пробки» можно заметить у нор за несколько дней до залегания в спячку и весной, после пробуждения. Нередко норы барсуков занимают другие звери: лисицы, енотовидные собаки, хорьки, коты, а иногда даже волки; однако прямых контактов они предпочитают избегать. Бывали случаи, когда лисы и барсуки жили в одной и той же разветвлённой норе, хотя нередко они выживают друг друга. Помимо постоянных нор (т. н. «зимовальные»), барсуки могут создавать и временные, используемые на непродолжительный промежуток времени. В отличие от постоянных нор, временные довольно сложно обнаружить с первого раза. По сути единственный надёжный признак временной норы — наличие «туалета», у них также нет отчётливо выраженных троп и больших выбросов грунта. Также барсуки устраивают норы и в антропогенных сооружениях: например, в блиндажах и подвалах зданий, в том числе и заброшенных; а, например, в заброшенных колодцах коллекторов и очистных сооружений они устраивают места для игр и сна. В местах с благоприятной лесных структурой лесных биотопов и где их не преследуют браконьеры, плотность населения достигает по 2-4 городка на 10 км². В отличие от других куньих, барсук чаще всего сторонится человека, но во многих местах, где барсуков не преследуют, они изредка встречаются и в непосредственной близости человека: рядом с крупными сельхозугодьями (особенно в том случае, если среди них попадаются крупные лесные участки и водоёмы) и человеческими поселениями, включая и крупные города, такие, как Лондон, Бристоль и Копенгаген. В урбанизированных местностях барсук живёт в парках, садах и на пустырях, вблизи человека плотность населения очень низкая: один городок на примерно 20-30 км². В странах Западной Европы для наблюдения за зверьми в местах подкормки устанавливают искусственное освещение. Плотность населения зависит и от климатических условий и географического расположения: так, в лесостепной зоне европейской части России она составляет 20 особей на 1000 га, на севере плотность меньше.
На своём территориальном участке помимо основной норы есть ещё несколько запасных, небольшого размера, в случае опасности они играют важное защитное значение. Известны случаи, когда барсук, преследуемый собаками на охоте, зарывается в землю.
В большинстве районов обитания ведёт оседлый образ жизни, придерживаясь определённой территории, сменить своё место жительства барсук может из-за разрушения норы (уничтожения её человеком или затопления) или сильного обеднения кормовой базы в радиусе 2-3 км от норы (в частности, из-за вырубки лесов, заболачивания или опять же затопления), но даже обосновавшись на новом месте, он может наведываться в свои старые угодья. Если же ситуация на прежнем месте жительства исправилась, барсук туда возвращается, туда же могут подселиться молодые барсуки следующих поколений. В случае сезонного характера такого влияния со стороны человека (в виде установки выездных пасек и частого посещения барсучьих угодий грибниками и ягодниками) и пасущегося скота барсуки иногда всё лето проводят во временных норах, особенно если в местности, где они находятся, трудно выкопать постоянные (из-за, например, плохо поддающегося рытью грунта или близости грунтовых вод). Нередко барсуки пользуются несколькими временными норами и возвращаются в постоянную только перед спячкой. В некоторых горных районах барсук совершает миграции, связанные с изменением кормовых условий в различных частях горных склонов. Известны и дальние заходы барсуков. К новым условиям обитания барсук адаптируется довольно сложно.

### Активность
Барсук ведёт ночной образ жизни, хотя нередко его можно видеть и в светлое время суток — утром до 8, вечером — после 5—6 часов. Днём барсук вылезает погреться на солнце, но и также на поиск пищи. Солнечные ванны чаще принимают барсучата, но и взрослые особи не брезгуют этим, даже во время зимних оттепелей. При первых заморозках барсук нередко кормится днём, чем пользуются охотники. Барсук не переносит сырость, поэтому он не кормится в дождливую погоду.
Барсук является единственным представителем семейства куньих, впадающий на зиму в спячку, а точнее, в длительный зимний сон. Впадение в спячку связано с метеорологическими условиями: барсук залегает в спячку только при наступлении устойчивых холодов, когда поверхность почвы не замерзает до такой степени, что перестаёт оттаивать днём. В северных районах своего ареала барсук уже в октябре—ноябре засыпает до марта—апреля; в южных районах, где зимы мягкие и непродолжительные, он либо активен круглый год, либо спячка является кратковременной и прерывистой. Спячка у барсука неглубокая, в отличие от грызунов, он может прерывать свой сон и выходить из норы во время оттепелей. Например, в Карелии выходы из нор во время оттепелей крайне редки, барсуки не удаляются от жилищ далее 50-70 метров, в то время как в более южных частях ареала барсука на северо-западе России такие выходы наблюдаются ежегодно. Во время зимнего сна температура барсука уменьшается незначительно, не ниже 34,5°. Молодые, годовалые барсуки за зиму теряют 44 % своего веса.
Барсук не агрессивен по отношению к хищникам и человеку, он предпочитает отойти и укрыться в нору или в другое место, но если его разозлить, то он бьёт носом и кусает обидчика, а затем убегает. Реже, обороняясь, барсук может нанести серьёзные ранения, царапнув когтями или укусив.
Барсук — осторожное животное. В частности, перед тем, как выйти из норы, он высовывает кончик морды, принюхивается, прислушивается и осматривается по сторонам. Животное много раз пятится обратно в нору, и только убедившись, что ему ничего не угрожает, спокойно выходит.

### Питание
Барсук всеяден, но предпочитает животную пищу. Питается он мышевидными грызунами, кротами, лягушками, ящерицами, птицами (чаще птенцами-слётками, реже птицами небольшого размера) и их яйцами (а также черепашьими яйцами), насекомыми и их личинками (в частности, гусеницами и многими видами жуков, также в поисках пищи может разрывать осиные гнёзда), моллюсками, дождевыми червями, зайчатами, а также грибами и растительной пищей: ягодами, орехами (в частности, желудями), фруктами (например, яблоками), луковицами, корневищами и ботвой. В рацион барсука входит в том числе и виноград (проникнув в виноградник, барсук растаптывает большие грозди, объедая кусты у основания), и если ягоды являются забродившими, то это может привести к опьянению животного. Известны случаи нахождения пьяных барсуков у автомобильных дорог, нередко из-за крепкого сна принимаемых за мёртвых. Также из культурных растений барсуки едят кукурузу, овёс и бахчевые культуры. Доля растительной пищи и беспозвоночных в рационе барсука увеличивается на юге ареала, иногда беспозвоночные могут составлять 60-90% рациона. По данным из долины Волги, Урала и Зауралья, барсук использует кормовой ярус, главным образом состоящий из травостоя, опада и подстилки. Иногда (в частности, в Ильменском заповеднике) в кормовой ярус входят подлесок (в его состав входят такая потенциальная пища, как вишня, рябина) и нижний ярус древостоя (рябина, черёмуха). Вблизи человека барсук питается также кухонными отбросами, в Западной Европе многие люди также могут оставлять еды для них, например, печенья, чёрного хлеба, овощей или арахиса. При поиске насекомых, их личинок и червей, барсук также может извлекать их из навоза домашних животных, например, лошадей. Добытую пищу барсук может и оставлять у себя в качестве запасов, для этого он сначала высушивает её на солнце, а затем относит в свою «кладовку» — особую камеру у себя в норе. Барсук очень прожорлив, во время охоты ему приходится обходить большие территории (за одну охоту барсук проходит около километра, хотя иногда меньше или вовсе кормится в непосредственной близости от норы), обшаривая поваленные деревья, обдирая кору деревьев и пней в поисках червей и насекомых. Иногда за одну охоту барсук добывает 50—70 и больше лягушек, сотни насекомых и дождевых червей. Однако в сутки он съедает всего 0,5 кг пищи и лишь к осени сильно отъедается и нагуливает жир, который служит ему источником жизнеобеспечения в течение зимнего сна, перед спячкой он составляет от 20 % до 35 % массы тела барсука (примерно 3-4 кг), слой жира в толщину достигает 4-5 см. Во время спячки расход жировых запасов сильно замедлен из-за общего замедления обмена веществ. Впрочем, и в тёплое время года обмен веществ (и заодно температура тела) ниже, чем у других куньих, эта интересная особенность и позволяет животному в летне-осенний период нагулять жир к спячке. По выходе из спячки барсуку требуется некоторое время на восстановление нормальной работы пищеварительной системы, после первых порций пищи, постепенно возрастает суточный рацион животного. Кроме того, к этому времени у барсука имеются остатки нагулянного к осени жира, также питающие его организм. В процессе поиска пищи барсук может раскапывать кротовьи ходы. Если в месте обитания барсука присутствует много источников пищи одного вида, то он предпочитает питаться только им, не обращая внимания на другие. Из всех кормов барсук предпочитает самые доступные. Барсук никогда не ест падаль, даже в самые голодные времена. По другим же данным, падалью он питается, но ранней весной, в голодное время: тогда в барсучьем помёте находят остатки шкур погибших на зиму животных, как диких (от зайцев, енотовидных собак и лисиц до лосей и благородных оленей), так и домашних (домашних собак и коров). Сами же барсучьи экскременты тёмно-коричневого цвета, они обладают круглой цилиндрической формой, диаметр составляет 2-2,5 см, а длина не превышает 8 см.
Ввиду необходимости добычи корма у барсука сильно развито обоняние. Кроме того, из чувств хорошо развит слух.

### Вокализация
Барсук имеет обширный диапазон издаваемых звуков. Так, во время поиска еды он сопит и пыхтит. Общаясь между собой (например, самцы во время гона или самки с барсучатами), барсуки томно урчат (урчание отдалённо напоминает мурлыканье кошки или хрюканье). Барсучата во время игры, самки во время спаривания, а также в случае опасности барсук издаёт звуки, похожие на стрекотание, кудахтанье курицы, визг или лай. Во время испуга барсук громко кричит, во время недовольства рычит и фыркает. Во время сна барсук иногда храпит. Помимо вышеперечисленных звуков, барсуки могут пищать, шипеть и выть. Довольно громким является звук чесания задней лапой, напоминающий частые ритмичные удары по плотной подушке.

### Движение
Барсук является стопоходящим животным. Как правило, барсук передвигается довольно неуклюже, после того, как он начинает набирать вес в конце лета, он начинает передвигаться вразвалку. В целом изменение температуры воздуха коррелируется с активностью барсуков, а скорость ветра — со скоростью передвижения. Обычно барсук передвигается медленным и тяжёлым шагом или медленной рысцой, торопливым и коротким шагом (при обычном ходе равен 20–25 см), но в случае опасности он может и быстро бегать, пускаясь в галоп, скорость бега может достигать до 30 км/ч. Следы барсука похожи на медвежьи, но отличаются намного меньшим размером. Пятка крупная, её отпечаток оваловидной формы, большим диаметром вытянутый вдоль отпечаток пальцев. Отпечаток задних лап достигает 6,5-8 см в длину и 4-5 см в ширину. Отпечаток передних же лап шире: 8-9 см, длина же составляет 5-6 см. При передвижении шагом, следы лап равноудалены друг от друга на 25 см. При медленном шаге след задней лапы не полностью покрывает отпечаток передней (отпечатки обеих лап сдовены, они расставлены по извилистой линии), передвигаясь рысью, барсук ставит задние лапы в отпечатки передних лап. При беге галопом следы обеих лап чётко отделены друг от друга, они удалены друг от друга примерно на метр. Длинные когти оставляют глубокие ямки, особенно заметные на мягкой почве. Барсук не таится и шумит во время передвижения, и хруст травы, листьев и веток, а также его сопение, можно слышать на расстоянии десятков метров, особенно осенью или в засушливое время года. Столь же громко барсук чавкает во время употребления пищи.
Барсук хорошо плавает, но предпочитает не заходить в водоёмы без особой надобности.

## Социальная структура и размножение
Барсуки принадлежат к моногамам. Пары у них образуются с осени, но спаривание и оплодотворение происходит в разные сроки, но как правило, период размножения происходит в весенне-летний период (в Центральной Европе — с марта по июль, иногда — по сентябрь, на юге Франции — в марте, в Беларуси — с апреля по июль). В связи с этим изменяется продолжительность беременности, имеющей длительную латентную стадию с эмбриональной диапаузой, временно прерывающей развитие зародыша. Во время гона самец (находящийся в состоянии активного сперматогенеза) ищет себе самку-партнёршу (у которой также протекает течка), найдя её, он начинает за ней ухаживать. Иногда за одной барсучихой могут ухаживать несколько самцов, устраивающие между собой визуальные демонстрации своей силы, а иногда даже драки; самка выбирает среди кандидатов самого сильного самца, хотя более слабые могут и дальше находиться при уже сформировавшейся паре, но на большом расстоянии, чтобы не навлечь на себя агрессию более сильного и удачливого. Собственно копуляция может происходить в том числе и в норе, так и за её пределами; вообще спариваются барсуки в глухих, скрытых от чужих глаз местах. Спаривание барсуков может длиться от 15 минут до одного часа и может повторяться неоднократно на протяжении всего периода течки, длящегося 4-6 дней. После спаривания разгорячённый самец «купается» в небольших водоёмах, лежа там, распластавшись, продолжительное время. Беременность у самки может продолжаться от 271 дня (при летнем спаривании) до 376 (при весеннем) и 450 дней (при зимнем). Итого срок беременности составляет 10-11 месяцев (с учётом латентной стадии в 8-9 месяцев). Детёныши рождаются в Европе — в декабре-апреле, в России — в марте-апреле, а в Беларуси — с апреля по начало мая. Количество детёнышей достигает 1-6, но чаще всего их два-три или трое-четверо. Спустя несколько дней после родов самки оплодотворяются вновь. Новорождённые барсучата беспомощные, слепые и покрытые редкой белой шерстью (хотя характерные полосы на голове уже присутствуют), они весят примерно 70-80 г. На 9-11 дни, в возрасте трёх недель, у барсучат формируется наружные ушные раковины, на 10-14 день окрас меха темнеет, на 35—42 день у них открываются глаза, спустя 4-6 недели после рождения, на первый месяц жизни у барсучат прорезаются молочные зубы, спустя 10 недель (в возрасте 2,5 месяцев) прорезаются первые постоянные зубы: резцы (полностью зубная система прорезается за 6 недель после этого), а в 3-месячном возрасте уже кормятся самостоятельно (хотя уже когда барсучата начинают есть твёрдую пищу, её им начинает приносить мать). Кормление детёнышей молоком разрежается на 12 неделе и прекращается к 4-5 месяцам, впрочем, переход от и так довольно продолжительного питания молоком к питанию твёрдой пище происходит очень быстро. Поздним летом и осенью, накануне спячки, выводки распадаются, уже в октябре молодые барсуки расселяются и находят себе пару. Редко молодые барсуки проводят зиму с матерью, уходя уже на следующую весну.
Самки становятся половозрелыми на втором году жизни, самцы — на третьем. Барсучихи — заботливые матери, в то же время самцы не принимают участия в воспитании детёнышей. Семейные пары сохраняются у барсуков всю оставшуюся жизнь, вплоть до смерти одного из животных. Продолжительность жизни барсука — 10—12, в неволе — до 16 лет. В Беларуси в среднем барсуки проживают 3-5 лет, максимум до 8-12 лет.
Барсуки селятся сплочёнными семейными группами (иногда называемыми кланами), по большей части агрессивно настроенными к соседним семьям и имеющим чёткое территориальное деление (размер охотничьего участка, примыкающего к городку, небольшой, лишь изредка достигает в поперечнике 5-6 км, границы маркируются запаховыми метками и экскрементами). Тем не менее, изредка барсуки из одной семьи захаживают на территории чужих семей, и те довольно непродолжительное время терпимо относятся к незваным гостям. Также разные семьи могут посещать одни места, пересекаясь друг с другом. Семья состоит из 6 взрослых особей, двух-трёх сеголеток и одного выводка (тем не менее, известны случаи групп, насчитывающих от двадцати и более взрослых и четырёх выводков), численность стабильна, молодые самцы и самки покидают её редко. Как правило, самок оплодотворяет вожак семьи, но случается, что и другие самцы покрывают самок и даже отправляются на поиски самок в другие семьи. Контактируют члены семьи между собой также с помощью запаховых меток. Кланы возникают при обилии и доступности корма, что позволяет проживать на одной территории многим особям. Семейные группы, как правило, образуются в западной части ареала, в восточной барсуки больше ведут одиночный образ жизни.
Представление о том, что барсук ведёт исключительно одиночный образ жизни (о барсуке как об «отшельнике» писал немецкий писатель-натуралист Альфред Брем) является устаревшим как минимум с начала XX века.
Наименование самки барсука — «барсучиха», словарь Даля также фиксирует лексему «барсучка», помимо обозначения барсучихи, использовавшегося для обозначения таксы. Наименование детёныша барсука — барсучонок, мнж. числ. — барсучата. Любопытно, что в английском языке для обозначения самца и самки барсука используют те же лексемы, что и для обозначения таковых у свиньи: так, самец обозначается англ. boar (хряк), а самка — англ. sow (свиноматка).

## Генетика
По данным из Италии, в кариотипе насчитывается 44 хромосомы, число плеч аутосом — 68.

## Значение и охрана

### Роль в биогеоценозе
Барсук — один из самых активных преобразователей среды в животном мире. Он роет сложные по строению норы, при этом влияет как на почву, так и на организмы, обитающие в ней. Роющая деятельность барсуков оказывают заметное влияние на состояние травостоя (что особенно касается местностей со старыми барсучьими городками), места с большим количеством нор отличаются от мест, где таких нор нет либо они единичны. Здесь начинают произрастать другие виды растений, увеличивается мозаичность биогеоценоза. Барсучьи норы часто используют лисы (что характерно, лисы и барсуки проживают в разных гнездовых камерах), енотовидные собаки и другие виды животных, как убежище от неблагоприятных природных условий, так и для размножения.
На середину 1990-х популяция барсуков в Западной Европе составляла 1,5 млн особей, при этом половина поголовья была сосредоточена в Великобритании, Ирландии и Фенноскандии. В Великобритании на 1992 год было зарегистрировано около 42 тысяч барсучих семейных групп. В среднем по стране (исключая Шотландию) плотность популяции составляет 1,08 популяции на км², однако в отдельных местах, например, в Глостершире, она достигает 20 особей на км².

### Барсук и человек
Барсук может переносить опасные для человека и домашних животных заболевания (бешенство, туберкулёз крупного рогатого скота путём поедания его экскрементов и т. п.). С целью контроля этих заболеваний чаще всего численность животных уменьшают путём прямого уничтожения или уничтожения их хранилищ. Сейчас в Европе в борьбе с бешенством применяют вакцинацию животных в естественных условиях. В Великобритании (где охране этого животного уделяется особое внимание) существует практика санитарного отстрела барсуков (англ. badger cull) с целью предотвращения распространения туберкулёза. Многие британские зоозащитники протестуют против подобной практики. С целью привлечения к проблеме санитарного отстрела барсуков в Великобритании ежегодно 6 октября отмечается национальный день барсука (англ. National Badger Day). До 1982 года в Европе также применялась газация барсучьих нор. Запрет этой, а также ряда других жестоких практик регуляции вызвал рост численности популяции. Также барсук является переносчиком болезней, вызываемыми нематодами, например трихинеллёз.
В некоторых частях ареала барсук может создавать хранилища в полях, частных садах, под зданиями. Это может вызвать конфликт между людьми и животными. Также барсук может приводить вред сельскому хозяйству, разрушая в процессе рытья ирригационную систему, поедая злаковые культуры (овёс, пшеницу) и ту же кукурузу. По некоторым сведениям барсук будто бы даже нападает на ягнят. Ущерб охотничьему хозяйству барсуки наносят поеданием кладок промысловых птиц. Однако вред, видимо, невелик.
С другой же стороны значительную часть рациона барсука составляют беспозвоночные, среди которых — вредители лесного и сельского хозяйства, такие, как личинки майского жука, кроме того, он может поедать и вредителей-грызунов. Также барсук является промысловым животным и объектом спортивной охоты. Барсучий мех малоценен; волос используется в щетинно-щеточном производстве, в частности, для изготовления помазков и кистей (впрочем, наиболее лучшими в начале XX века считались кисти из меха американского барсука). В дореволюционной России из барсучьих шкур чаще всего изготавливали охотничьи сумки, реже обивку для сундуков; на рубеже 1920-1930-х годов барсучий мех, ставший в некоторой степени модным, стал использоваться в отделке женской верхней одежды; а в середине XX века барсучий мех шёл на меховые воротники. Из кожи барсука в 1920-1930-е год изготавливались сумки, чемоданы и сёдла, кроме того, в СССР в это время из неё выделывалась шагрень. Жир используется в качестве смазки охотничьего оружия и обуви, а также в лекарственных целях (хотя на самом деле лечебная действенность барсучьего жира не доказана). В 1920-1930-е годы из барсучьего жира также варили мыло. Мясо барсука, барсучатина, является вполне съедобным, однако перед употреблением в пищу удаляются железы у заднего прохода, выделяющие пахучий секрет, в противном случае мясо обладает отвратительным запахом.
Барсуки, особенно пойманные молодыми, легко приручаются и при содержании в загородных домах представляют собой прекрасных домашних питомцев — они спокойны, чистоплотны и миролюбивы. Главную сложность составляет корм и необходимость холодной зимней спячки. Барсучата, приручённые с раннего возраста, проявляют привязанность к своему хозяину.

### Угрозы
У барсуков почти нет естественных врагов. Угрозу для них иногда могут составлять хищные птицы, волки, рыси и собаки — одичавшие и домашние. Из болезней барсуки страдают заразными болезнями, привнесёнными наружными и внутренними паразитами — глистами, иксодовыми клещами, блохами и т. д. В частности, барсук является переносчиком микобактерии Mycobacterium bovis, в свою очередь, вызывающей туберкулёз у крупного рогатого скота (т. н. бычий туберкулёз); также барсуки могут страдать бешенством.
Человек влияет на численность барсука как положительно, так и отрицательно. Хозяйственная деятельность в некоторых случаях может приводить к улучшению условий питания животных или условий создания нор.
С другой стороны, в результате фрагментации природных участков сетью дорог, большое количество барсуков погибает на дорогах (в Великобритании ежегодно погибает 47 тысяч барсуков, будучи сбитыми автотранспортом, в Швеции — около 40 тысяч, в Германии, Франции, Дании, Люксембурге и некоторых других европейских странах — более 400; чаще всего барсуки гибнут в период своей наибольшей активности — максимальная гибель самцов происходит в феврале, самок — в июле, пик смертности обоих полов приходится на
октябрь-ноябрь; в Нидерландах для сокращения гибели барсуков на автодорогах применяются подземные туннели-экодуки) или должно приспосабливаться к новым условиям существования при уничтожении нор. Однако наибольший вред популяциям барсука наносит прямое преследование этих зверей человеком и уничтожение подземных хранилищ. Также численность барсука падает из-за освоения мест обитания человеком: в случае степи и лесостепи падение численности связано с активной распашкой. Кроме того, барсуки погибают и в результате отравления ядохимикатами.
Охота на барсуков происходит с помощью капканов или травли собаками прямо в норах, животное вытаскивают собаки как и живым, так и уже мёртвым, также барсук может сам выйти из норы, преследуемыми собаками, в этом случае охотник незамедлительно убивает его. Застреливается барсук в шею или под лопатку дробью №1. На животное могут натравливать как и одну собаку, так и две (во втором случае — с двух противоположных входов в нору). Для охоты на барсуков может использоваться собака любой породы (и даже беспородная), собак перед этим специально натаскивают (начиная с возраста около года). Однако чаще всего используется такса, как порода, специально выведенная для охоты на барсуков, и отвечающая благодаря своим размерам (в частности, низкому росту в холке) и телосложениям условиям добычи барсука под землёй. В 1930-е годы в СССР, впрочем, на охоте на барсуков чаще использовались фокстерьеры, чем таксы. Для последних подготовка к охоте на барсука включает и тренировка в условиях искусственных нор. На 1994 год в Европе ежегодно добывалось 118 тысяч барсуков, более половины добывалось в Швеции, Норвегии и Финляндии.

### Охрана
В Красную книгу Международного союза охраны природы (МСОП) барсук занесён как вид, находящийся под наименьшей угрозой исчезновения. Это объясняется тем, что он является относительно распространённым и его популяции в целом стабильны. В Центральной и Западной Европе барсук расплодился в последние десятилетия в связи с сокращением эпизоотии бешенства. Но в некоторых районах, где ведётся интенсивная хозяйственная деятельность, его численность заметно сократилась и продолжает сокращаться из-за потери местообитания или уничтожения его как «вредителя».
В различных странах охранный статус барсука разнообразен: в одних странах он является охраняемым видом, в других — промысловым, а в третьих — причисляется к вредным животным и потому подлежит жёсткому контролю.
В России барсук внесён в Красные книги Астраханской, Тамбовской, Саратовской, Брянской областей, ЯНАО, Мордовии, Москвы, Чечни, Коми, Ингушетии, Адыгеи и Санкт-Петербурга. Также барсук внесён в Красную книгу Крыма и Беларуси (охота на барсука запрещена).

## В культуре
В культуре барсук представлен хтоническим, то есть, связанным с землёй животным, что связано с его образом жизни. Антропоморфные барсуки (то есть очеловеченные, наделённые человеческими чертами) часто предстают в виде ценящих тишину и живущих уединённо, но готовых оказать серьёзное сопротивление. Тем не менее, барсуков как однозначно отрицательных персонажей очень мало, чаще всего они предстают героями и антигероями. В славянской мифологии гендерный образ барсука — мужской.

### Фольклор
- В английских сказках уважительным именем барсука является англ. Brock (см. Этимология).
- Осетинская народная сказка «Волк и барсук» — волк спрашивает у барсука, есть ли где поблизости добыча (так как сам волк её не нашёл). Барсук говорит, что приведёт его к отаре овец, однако волк, прошедший всю округу, разоблачает его и грозится съесть. Барсук, однако, соглашается, но при условии, что волк сначала его подбросит три раза вверх, а затем три раза вбок. Волк кинул вверх, затем вбок, но барсук тут же убегает в свою нору.
- Боснийская народная сказка «Барсук и лиса» (босн. Нев(ј)ера страда, Невјерска страда — Неверие страдает), — барсук, встретив лису, говорит, что ищет себе в товарищи того, кто с помощью ума и хитрости поможет выбраться ему из любых передряг. Лиса соглашается, сославшись на то, что у неё девять хитростей на все случаи жизни, в то время как у барсука их лишь три. После этого лиса попала в капкан, и барсук помог ей выбраться. То же самое произошло и на второй, и на третий раз. Но когда уже барсук попадает в капкан, то лиса отказывается ему помогать, и поставивший капканы мужик убивает лису топором и отпускает барсука (в другом варианте расставивший капканы охотник застреливает лису, также отпустив барсука). Сказка была записана Стеваном Зимоничем (сербохорв. Стеван Зимоњић) в городе Гацко и впервые опубликована в журнале «Босанска вила» в 1887 году (под псевдонимом «Н. Н. Херцеговац»)[157]. Сказка выходила в югославском детском журнале «Полетарац» в 1980-х годах (а затем — в сборнике «Јесен», вышедшем в 1987 году, с иллюстрациями Живоина Ковачевича (сербохорв. Живојин Ковачевић)[158]), а черногорская народная сказка «Как барсук лисицу обманул» со схожим сюжетом выходила в 12-м выпуске «Весёлых картинок» (за 1975 г.) в пересказе М. Семёнова[кого?] с иллюстрациями Анатолия Цветкова[159], а до этого — в 1901 году в труде Павла Ровинского «Географическое и этнографическое описание Черногории», опубликованном в «Сборнике отделения русского языка и словесности»[160].
- Белорусская народная сказка «Почему барсук и лисица в норах живут» (бел. Чаму барсук і лісіца ў норах жывуць) — по приказу царя зверей, льва, зверям, на момент начала сказки поголовно бесхвостым, начинают раздаваться хвосты. Однако пришедший медведь так и не получает себе хвоста, из-за чего он пытается отнять его у барсука. Однако тот успешно уходит от погони медведя и вырывает себе норку, где и обосновывается, и рассказывает лисе о произошедшем. Лиса, опасаясь за свой роскошный хвост, тоже решает вырыть себе нору[161].
- Примета, распространённая в польском Подлясье: «На Покров уходят барсуки в землю» (пол. Na Pokrowe odchodzo borsuki do ziemi)[15]. Согласно сербской же примете (Хомолье[серб.]) барсук в течение зимы пробуждается дважды — на Андреев день и Богоявление[162]. Среди чехов бытует примета, что если на Громницы (Сретенье) барсук выйдет из своей норы, то через четыре недели он вернётся обратно (чеш. Vyjde-li jezevec o Hromnicích z díry, za čtyři neděle zpátky zas pílí[163], чеш. Leze-li o Hromnicích jezevec z jámy, poleze za měsíc jistě do jámy[164]).
- Среди хомольских сербов же считается, что медведи и барсуки не боятся друг друга, а сам барсук произошёл от медведя[165].
- Польская загадка про ткацкий челнок: «Носится барсучок за забором, а за ним кишка тянется» (пол. Lata borsuczek ро zapłociu, a za nim kiszka się ciagnie)[166].
- В среде старообрядцев Литвы зафиксирована следующая загадка про шпульку прялки (насадку для наматывания на неё пряжи): «Ходит баба по сукам, носит хлеба барсукам». Баба символизирует нить (с другой же стороны, она может символизировать женские руки, поскольку пряли исключительно женщины), суки́ — т. н. рогачи — деталь на стержне веретена, на который были надеты в том числе и шпульки; хлеб, носимый барсукам — действие, необходимое для прядения (видимо, процесс наматывания нити на шпульку); а непосредственно барсуки — саму шпульку[167].
- В средневековой Западной Европе начиная с X века целый ряд частей тела барсука применялся в лекарственных целях и имел оккультное значение. Так, в Англии, в заклинаниях для защиты дома от чумы и мора применялись барсучьи сердце, печень и шкура, в Бельгии барсучья лапа являлась талисманом, а кожа и волосы считались средством от астмы, поэтому из них изготовлялись подкладки под седло, для этой же цели они клались в первую обувь ребёнка. Во Франции для изготовления лекарств использовались измельченные барсучьи кости, высушенная кровь, мозг, тестикулы и печень[52]. В Пермской губернии полоски барсучьей шкурки пришивались на переносье лошадиной узды, чтобы уберечь лошадь от сглаза и порчи. У поляков же считалось, что «кто делает для хомутов подкладку из барсучьей шкуры, у того кони ленивы»[168].
- По поверью поляков Мазовии, у барсука якобы два носа[169].

### Драматургия
- «Барсук перед судом» (серб. Jazavac pred sudom) — сатирическая пьеса сербского драматурга Петара Кочича.

### Мультипликация
- «В лесной чаще» — советский мультфильм 1954 года о барсучонке, не хотевшем копать норы и заблудившемся в лесу, оказавшись вдали от дома.
- «Пятачок» — советский мультфильм 1977 года, главным героем является барсучонок.
- «Барсук и луна» — советский казахский мультфильм 1981 года.
- «Он попался!» (1982 г.) — одним из главных героев является трусливый барсучонок.

### Изобразительное искусство
На картинах европейских художников можно увидеть охоту на барсуков с применением собак. Также барсук изображен на почтовых марках некоторых государств.
- Двух ручных барсуков можно увидеть на фреске «Чудо с решетом» (1505-1508 гг.), находящейся в церкви в монастыре Монте-Оливето-Маджоре (Тоскана) и расписанной художником Джованни Антонио Бацци по прозвищу «Содома». Животные находятся у ног автопортрета живописца в полный рост. Согласно «Жизнеописанию наиболее знаменитых живописцев, ваятелей и зодчих» Джорджо Вазари, Содома, помимо всего прочего, имел у себя множество экзотических домашних питомцев, включая барсуков[183].

### Маскоты
- Барсук по имени Познайка (укр. Пізнайко) является символом одноимённого украинского детского журнала.
- Барсук Билли (англ. Billy Badger) — маскот британского ФК «Фулхэм».
- Барсук по имени нем. U-Dax — маскот дюссельдорфского метрополитена[184].
- Барсук Харди (нем. Hardi) — талисман немецкого ФК «Зандхаузен».
- Барсук является маскотом Жигулёвского заповедника.

### Идиоматика
В русском языке существуют следующие устойчивые выражения, связанные с животным: «сидеть, как барсук в норе; залезть, как барсук в нору» (вести одинокий образ жизни, редко контактируя с внешним миром), «толстый/жирный, как барсук» (о толстом человеке/животном, см. выше), «ходить злобным барсуком» (злобный, преисполненный ярости человек) и «спать, как барсук» (о крепко спящем). В свою очередь само название иносказательно используется в отношении нелюдимого и угрюмого человека. В немецком языке выражение «schlafen wie ein Dachs» аналогично по смыслу русскому, равно как и итальянское «dormire come un tasso».

### Антропонимика
В Древней и Московской Руси с момента проникновения наименование данного животного использовалось в качестве неканонического (прозвищного) имени, что зафиксировано в документах XV-XVII веков. Например, упоминаются костромич Яков Барсуков Аминев (XV в.), крестьянин из деревни Лимеж Барсук Михайлов (1579 г.), крестьянин из деревни Кушпелево Барсучко Иванов (1579 г.) и другой лимежский крестьянин Коземка Барсуков сын Шадра (1579 г.).
От наименования животного и соответствующего прозвищного имени образована фамилия Барсуков. В списке частотности русских фамилий, составленном коллективом сотрудников отдела этимологии и ономастики Института русского языка РАН под руководством лингвиста, доктора филологических наук Анатолия Журавлёва она занимает 482-е место. От диалектизма «язвец» образована фамилия Язвецов.
Впрочем, в качестве прозвища название животного используется и в наши дни. В частности, прозвище «Барсук» получил французский велогонщик Бернар Ино за то, что успешно проходил все виды гоночных трасс.
В севернорусских говорах распространено прозвище мехряк, обозначающее толстяка, неповоротливого, неуклюжего человека. От него, в частности, образована фамилия Мехряков и топоним Мехряково (напр., такое название носит деревня бывшего Лысьвенского района Пермской области). Этимологию этого слова связывают с прибалтийско-финским корнем mägr- «барсук», который встречается в дорусской топонимии Русского Севера (Мехреньга, Мегрега, Мягрека, Мягрозеро).

### В геральдике
Барсук изображён на гербе Мегрегского и Куйтежского сельских поселений Республики Карелии (от карельского карел. mägrä — барсук, ср. фин. mäyrä; во втором случае — символ Мегрозера (карел. Mägrätjärvi), то есть «Барсучьего озера»), а также на гербе города Шенкурска, на гербе коммуны Таис (Франция).
503-й отдельный батальон морской пехоты ВМС Украины имеет стилизованное изображение барсука на нарукавном знаке.
Также барсук является символом факультета Пуффендуй в серии романов Джоан Роулинг о Гарри Поттере и, соответственно, изображён на их гербе.
- Флаг Мегрегского сельского поселения
- Герб Куйтежского сельского поселения
- Герб Шенкурска
- Герб Шенкурского района
- Флаг посёлка Верхние Серги (Свердловская область)
- Герб Терло (Львовская область, Украина)
- Герб Луханка (Финляндия)
- Герб коммуны Тагсдорф (Франция)
- Герб Таиса (Франция)
- Герб Даксбаха (Германия)
- Герб Альфарнатехо (Испания)
- Герб общины Шабре[фр.] (Швейцария), в 2011 году вошла в состав общины Вулли-ле-Лак[фр.]
- Герб Ениковице[чеш.] (Чехия)
- Герб Роренфельса (Германия)
- Герб Новоселовки (Полтавская область, Украина)
- Герб графства Фермана (Северная Ирландия, Великобритания)
- Значок 16-го егерского батальона[нем.] Бундесвера (существовал с 1981-го по 1991 годы)
- Нарукавная эмблема 503-го отдельного батальона морской пехоты ВМС Украины
- Эмблема 930-го вертолётного эскадрона ВВС Нидерландов
- Герб королевства Саравак (1841-1946 гг, ныне в составе Малайзии)
- Герб рода Барсуковых
- Герб рода Турн-и-Таксис (Германия)
- Герб рода Тассо (Италия)
- Герб Пуффендуя